# Eustrotia brunneicolor
Eustrotia brunneicolor är en fjärilsart som beskrevs av Gustaaf Hulstaert 1924. Eustrotia brunneicolor ingår i släktet Eustrotia och familjen nattflyn. Inga underarter finns listade i Catalogue of Life.